# Queenvic
Queenvic là một chi nhện trong họ Lamponidae.